# Justka

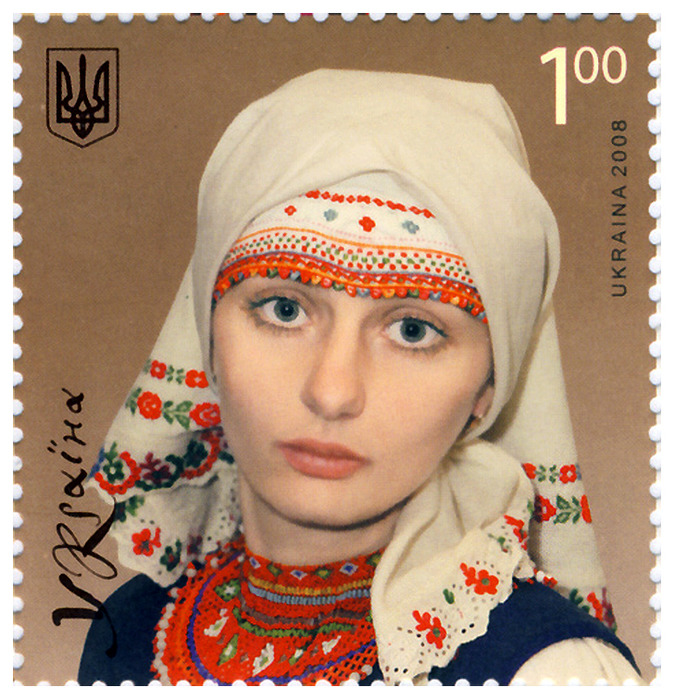
Vestido principal tradicional de Ucrania.

La justka (хустка en ucraniano) es un pañuelo con tejido de punto, parte superior incluso en la actualidad del traje típico de Ucrania, que se ha convertido en la imagen de este país en cuanto a una parte esencial de los vestidos femeninos. 

Ochípok y Justka.

Símbolo, todavía en el presente, de una mujer casada, quien se viste de la misma forma que cuando era soltera, pero al usar la Justka, indica que ya no lo es.

## Simbolismo
El pueblo ucraniano, desde los inicios de su existencia, ha utilizado el simbolismo y su relación con la naturaleza en casi todo lo que hacen; en sus casas, el rushnyk; en sus vestimentas, la vyshyvanka como camisa o vestido, y en la cabeza usan la Juska. Más que el ochípok o la Namitka, este pañuelo rebosa de simbolismo. 
En el tema de las bodas está muy presente; se utiliza incluso como el velo de la novia que conocemos en occidente; el entregarle una al novio en señal de que sí lo acepta; los suegros también al pedir el novio en matrimonio a su hija; incluso se han dado casos en los que la justka es el bien más preciado de una mujer: de niña la obtuvo de su madre, se casó con ella, y al fallecer le cubren los ojos con la misma justka.
Durante el verano se utilizan Justkas de algodón o lino, mientras que en el invierno son de lana; y los colores también indican ciertas características; las mujeres mayores utilizan colores más sobrios, las viudas negros o grises, las jovencitas colores blancos o brillantes.
También indican, como era con los Ochípok anteriormente, el nivel de prosperidad de la familia; una seda cara o justka muy grande de lana indica un alto nivel de ingresos; muchas veces el trabajo de diez días del esposo, servía para comprar una justka con joyería incrustada.
Existen registros escritos de principios del siglo XIX, en los que se describe que las mujeres y niñas de Ucrania no podían salir a la calle sin una justka puesta; las utilizaban para protegerse el cabello del calor y la suciedad, y la diferencia era que las muchachas jóvenes sí dejaban ver más de su cabellera saliéndose de la tela, mientras que las casadas se tapaban celosamente.

## Historia
A pesar de usarse en el presente, no es una prenda de nuevo uso; durante el siglo XVII ya se tienen registros de su existencia, como pañuelos de lino, bufanda, de seda negro cosido, dos Ryabykh de pañuelos de Turquía, en la literatura de esa época.
Y los motivos y colores también han variado; durante la última ocupación por la URSS, a principios y mediados del año pasado, se industrializó su fabricación, y se vendía un mismo color (blanco llano) en masa; todas las mujeres debían llevar esta Justka en su hogar. 
En Polesia luego, se montaron fábricas que produjeron colores y motivos más atrevidos, ya a fines del siglo XX; como tablero de ajedrez, rojo satinado, o azul pavo, y luego bordados más complejos.

## Otros nombres
El nombre de cariño que se les da a estos pañuelos o Justky, según las regiones, varía bastante.
Por ejemplo, las de lana reciben, en el oeste de Ucrania, nombres como salisuha, shalyanova, Ternova, Brodsky.
En Lemko, Justo, Hussam, pieza.
En la región Hutsul, fustka', fustyna, también en Pocutia, bufanda Bagrov.
En las partes del noroeste de Galicia del Este (Galitzia), matsok en algunos lugares.
Turpan en la región de Chernígov.

## Galería

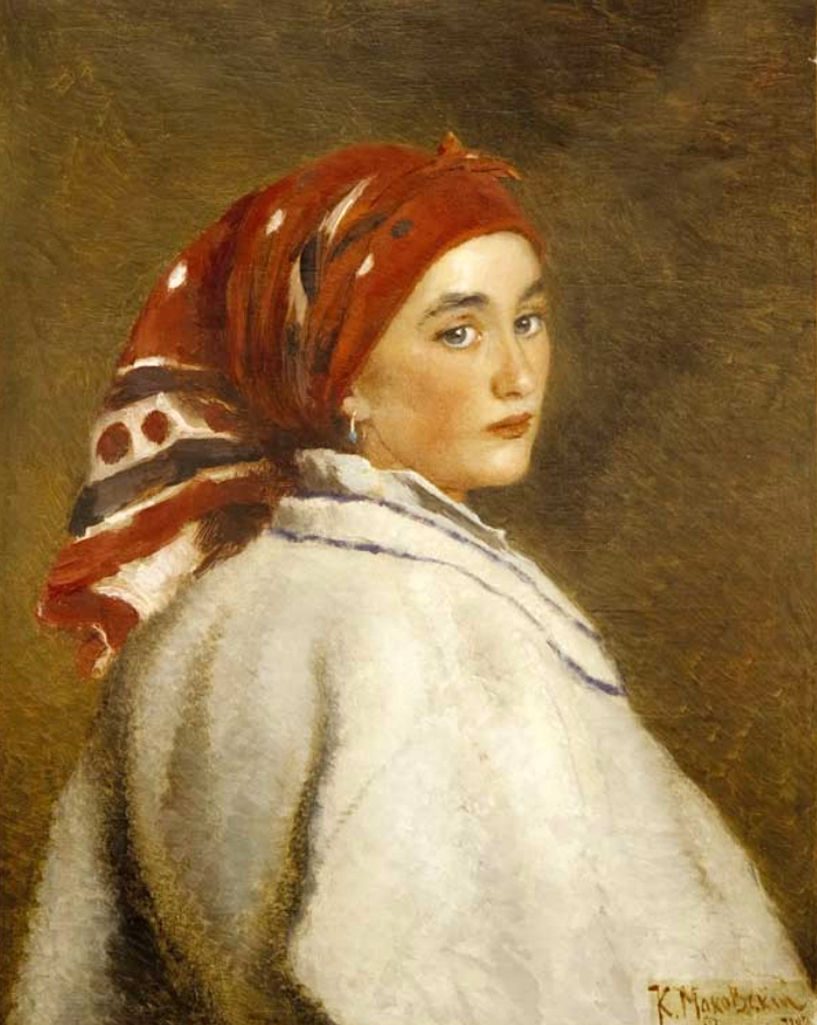
Campesina ucraniana (de Volyn)
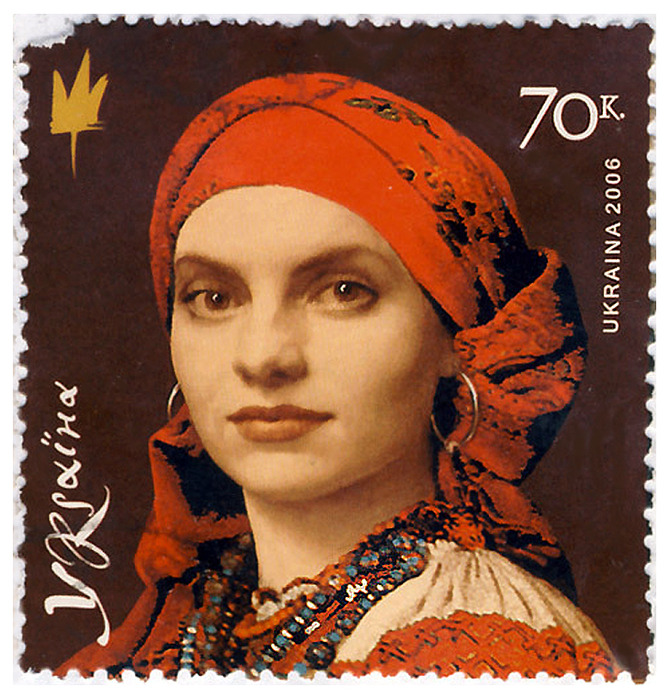
Bandana Ucraniana. Hutsul, siglos ХІХ – ХХ